# Pour l'indépendance
Pour les articles homonymes, voir America.
Pour plus de détails, voir Fiche technique et Distribution.
Pour l'indépendance (America) est un film américain réalisé par D. W. Griffith, sorti en 1924. Il retrace divers évènements de la guerre d'indépendance des États-Unis.
Le film se déroule pendant la guerre d'indépendance. On suit le quotidien entre l'armée régulière britannique au nord de l'État de New York et les miliciens patriotes dans le Massachusetts et en Virginie.

## Synopsis
Le capitaine britannique Walter Butler, un loyaliste impitoyable, dirige les iroquois dans des attaques vicieuses contre les colons, y compris le massacre de femmes et d'enfants, qui prennent parti pour la Révolution américaine. À Lexington, Nathan Holden travaille comme coursier et homme de main pour le Comité de salut public de Boston. Lors d'une mission de livraison d'une dépêche à l'Assemblée générale de Virginie, il rencontre Nancy Montague et en tombe amoureux bien que son père, le juge loyaliste Justice Montague, ne soit pas impressionné par le cavalier. Le capitaine Butler tente sans succès de courtiser Nancy alors que Nathan et elle se déclarent que, quel que soit le camp pour lequel il se bat, ils s'aimeront toujours. Lors d'une visite dans le Massachusetts, le juge Montague est accidentellement abattu par Nathan Holden. Le frère de Nancy Montague, Charles Montague, influencé par l'héroïsme de George Washington, décide qu'il va soutenir les miliciens. Cependant, il meurt peu après avoir été blessé lors de la bataille de Bunker Hill. Nancy cache la vérité à son père en lui disant que son frère est mort en combattant pour la Couronne britannique.
Plus tard, Nancy et son père se rendent dans la vallée de Mohawk pour rendre visite à l'oncle Ashleigh Montague, tandis que Holden rend visite à George Washington à Valley Forge. Il est envoyé à New York avec les raiders de Morgan pour régler les attaques des Amérindiens dans le nord. Pendant ce temps Butler occupe le domaine des Montague comme quartier général. Ses hommes exécutent le frère de Montague et font prisonnier ce dernier en compagnie de Nancy. Holden arrive pour espionner Butler et surprend ses plans pour une importante attaque. Il part donner l'alerte, laissant à contre-cœur Nancy derrière lui avec Butler. Celui-ci prévoit de forcer  Nancy l'épouser mais les Amérindiens décident d'attaquer immédiatement, ce qui oblige le capitaine a les rejoindre. Nancy en profite alors pour s'échappe et avec Montague atteignent le fort en sécurité avant l'attaque. Les assaillants livrent une impitoyable attaque contre le fort, finissant par ouvrir une brèche dans les murs et tuant de nombreux défenseurs. Les raiders de Morgan arrivent ensuite et libèrent le fort, sauvant les vies de Montague et Nancy.
Un groupe distinct de miliciens et d'Amérindiens pourchassent et finissent par tuer Butler, mettant ainsi un terme à son attaque. Montague croit en la valeur de Holden et lui permet de se marier avec Nancy. Plus tard, on apprend que le général Cornwallis vient de se rendre à la bataille de Yorktown tandis que George Washington vient d'être investi comme le premier président des États-Unis.

## Fiche technique
- Titre original : America
- Titre français : Pour l'indépendance
- Réalisation : D. W. Griffith
- Scénario : Robert W. Chambers
- Décors : Charles M. Kirk
- Photographie : G.W. Bitzer et Hendrik Sartov
- Musique : Joseph Carl Breil
- Production : D. W. Griffith
- Genre : Film historique
- Pays de production :  États-Unis
- Format : noir et blanc - 35 mm — 1,33:1 - film muet
- Durée : 2 heures 21 minutes
- Date de sortie :
  - États-Unis : 21 février 1924

## Distribution
- Neil Hamilton : Nathan Holden
- Erville Alderson : Justice Montague
- Carol Dempster : Miss Nancy Montague
- Charles Emmett Mack : Justice Charles Montague
- Lee Beggs : Samuel Adams
- John Dunton : John Hancock
- Arthur Donaldson : George III
- Charles Bennett : William Pitt
- Downing Clarke : Lord Chamberlain
- Frank Walsh : Thomas Jefferson

- Frank McGlynn Sr. : Patrick Henry
- Arthur Dewey : George Washington
- P. R. Scammon : Richard Henry Lee
- Lionel Barrymore : Walter Butler
- Sydney Deane : Ashley Montague
- Harry O'Neill : Paul Revere
- Louis Wolheim : Peter Hare
- Riley Hatch : Joseph Brant
- Paul Doucet : Marquis de Lafayette
- Emil Hoch : Lord North